# Mel Lastman
Pour les articles homonymes, voir Lastman.
Mel Lastman (né le 9 mars 1933 et mort le 11 décembre 2021) est un homme politique canadien qui fut maire de North York de 1972 au 31 décembre 1997 et maire de Toronto du 1er janvier 1998 au 30 novembre 2003. Personnalité charismatique, il a joué un rôle clé dans l'affirmation de Toronto comme métropole du Canada. D'origine polonaise et juive, il était maire lors de la création de la mégaville en 1997 et lors de la panne de courant nord-américaine de 2003.
On lui reprocha un grave incident diplomatique qui aurait causé l'échec de la candidature olympique torontoise de 2008 face à Pékin. Il aurait déclaré avant une visite au Kenya en juin 2001 : « Je crains de me retrouver dans une marmite d'eau bouillante avec tous ces Africains dansant autour. ».